# Куинн, Пат
Патрик Джозеф «Пат» Куинн 3-й (англ. Patrick Joseph «Pat» Quinn III; род. 16 декабря 1948, Хинсдейл, Иллинойс) — американский политик, представляющий Демократическую партию. 41-й губернатор штата Иллинойс.

## Биография

### Ранние годы и образование
Куинн родился в 1948 году в Хинсдэйле, штат Иллинойс, где посещал католическую начальную школу. В 1967 году он окончил среднюю школу Фенвик ордена монахов-доминиканцев в Оук-Парк. Во время учёбы в Фенвике Куинн был капитаном команды по легкоатлетическому кроссу и спортивным редактором школьной газеты. В 1971 году он получил степень бакалавра в дипломатической школе Джорджтаунского университета, где был учеником Яна Карского и спортивным редактором газеты The Hoya. В 1980 году Куинн получил степень доктора юридических наук в юридической школе Северо-Западного университета.
Куинн некоторое время работал налоговым адвокатом, после чего перешёл на государственную службу.

### Политическая карьера
Свою политическую карьеру Куинн начал в качестве помощника губернатора Дэниела Уокера. В 1980 году он заработал репутацию реформатора на политической сцене Иллинойса. Благодаря своей организации «Коалиция за политическую честность» он инициировал и возглавил кампанию за внесение поправки в конституцию штата, в результате принятия которой размер Палаты представителей Иллинойса сократился со 177 до 118 членов.
В 1982 году Куинн был избран уполномоченным Апелляционного совета по налоговым вопросам округа Кук, ныне известного как Коллегия по проверке судебных решений. Он не стал добиваться переизбрания в 1986 году, и, после неудачной кампании за выдвижение от Демократической партии на пост казначея штата, непродолжительное время работал в администрации мэра Чикаго Гарольда Вашингтона.
В 1990 году Куинн был избран казначеем штата Иллинойс, и работал на этой должности с 1991 по 1995 год. В 1994 году он баллотировался на пост секретаря штата, но уступил республиканцу Джорджу Райану.
В 2002 году Куинн был избран вице-губернатором штата Иллинойс, а в 2006 переизбран на второй срок. 29 января 2009 года сенат штата 59 голосами против 0 отстранил губернатора Рода Благоевича от должности. В этот же день Куинн был приведён к присяге в качестве губернатора штата Иллинойс.
9 марта 2011 года Куинн подписал закон, которым отменил смертную казнь в штате Иллинойс.
2 ноября 2010 года Куинн был переизбран на второй срок, с трудом победив на выборах республиканца Билла Брейди (46,79 % и 45,94 % голосов соответственно).

### Личная жизнь
Куинн разведён, имеет двух сыновей, Патрика IV (род. 12 апреля 1983) и Дэвида (род. 16 декабря 1984). Оба сына, как и их отец, во время учёбы занимались беговыми видами лёгкой атлетики.

## Награды
- Командор Ордена Заслуг перед Республикой Польша (2012)[11]